# Lliga neerlandesa de futbol 1909-10
La Lliga neerlandesa de futbol 1909–1910 va ser disputada per disset equips que participaven en dues divisions. El campió nacional seria determinat per un play-off entre els guanyadors de la divisió de futbol oriental i occidental dels Països Baixos. L'HVV Den Haag va guanyar el campionat en vèncer el Quick Nijmegen per 2-0 i 3–2.

## Nou equip
Eerste Klasse Est:
- El Quick Nijmegen va tornar després d'una temporada d'absència

## Divisions

### Eerste Klasse Est
| Pos | Equip             | PJ | PG | PE | PP | GF | GC | Pts | DG  | Notes                              |
| --- | ----------------- | -- | -- | -- | -- | -- | -- | --- | --- | ---------------------------------- |
| 1   | Quick Nijmegen    | 12 | 9  | 2  | 1  | 25 | 14 | 20  | +11 | Classificat al play-off pel títol. |
| 2   | GVC Wageningen    | 12 | 7  | 0  | 5  | 39 | 21 | 14  | +18 |                                    |
| 3   | Koninklijke UD    | 12 | 5  | 3  | 4  | 23 | 27 | 13  | -4  |                                    |
| 4   | Bredania/'t Zesde | 12 | 4  | 3  | 5  | 21 | 19 | 11  | +2  | Traslladat a l'Eerste Klasse Oest. |
| 5   | SBV Vitesse       | 12 | 5  | 1  | 6  | 16 | 17 | 11  | -1  |                                    |
| 6   | EFC PW 1885       | 12 | 5  | 1  | 6  | 28 | 40 | 11  | -12 |                                    |
| 7   | RKVV Wilhelmina   | 12 | 1  | 2  | 9  | 13 | 27 | 4   | -14 |                                    |

PJ = Partits jugats; PG = Partits guanyats; PE = Partits empatats; PP = Partits perduts; GF = Gols a favor; GC = Gols en contra; Pts = Punts; DG = Diferència de gols

### Eerste Klasse Oest
| Pos | Equip                    | PJ | PG | PE | PP | GF | GC | Pts | DG  | Notes                              |
| --- | ------------------------ | -- | -- | -- | -- | -- | -- | --- | --- | ---------------------------------- |
| 1   | HVV Den Haag             | 18 | 13 | 2  | 3  | 63 | 22 | 28  | +41 | Classificat al play-off pel títol. |
| 2   | Sparta Rotterdam         | 18 | 10 | 5  | 3  | 46 | 25 | 25  | +21 |                                    |
| 3   | CVV Velocitas            | 18 | 11 | 3  | 4  | 49 | 30 | 25  | +19 |                                    |
| 4   | HC & CV Quick            | 18 | 8  | 5  | 5  | 34 | 24 | 21  | +10 |                                    |
| 5   | DFC                      | 18 | 9  | 2  | 7  | 40 | 27 | 20  | +13 |                                    |
| 6   | HFC Haarlem              | 18 | 7  | 4  | 7  | 29 | 30 | 18  | -1  |                                    |
| 7   | HBS Craeyenhout          | 18 | 5  | 4  | 9  | 22 | 38 | 14  | -16 |                                    |
| 8   | Koninklijke HFC          | 18 | 4  | 3  | 11 | 25 | 40 | 11  | -15 |                                    |
| 9   | USV Hercules             | 18 | 4  | 2  | 12 | 23 | 58 | 10  | -25 |                                    |
| 10  | Ajax Sportman Combinatie | 18 | 3  | 2  | 13 | 23 | 60 | 8   | -37 | No participa la propera temporada. |

PJ = Partits jugats; PG = Partits guanyats; PE = Partits empatats; PP = Partits perduts; GF = Gols a favor; GC = Gols en contra; Pts = Punts; DG = Diferència de gols

### Play-off pel campionat
| Equip 1      | Global | Equip 2        | Anada | Tornada |
| ------------ | ------ | -------------- | ----- | ------- |
| HVV Den Haag | 5–2    | Quick Nijmegen | 2–0   | 3–2     |

L'HVV Den Haag va guanyar el campionat.